# Om Prakash
Om Prakash es un diplomático indio retirado.
- En 1977 entró al Indian Foreign Service
- De abril de 1997 a julio de 2000 tenía Exequatur como Cónsul general en Milán.
- Del 14 de agosto de 2000 al 03 de marzo de 2003 fue embajador en Biskek.
- Del 03 de marzo de 2003 al 28 de octubre de 2004 fue embajador en Paramaribo[1] y a partir de 03 de octubre de 2003 con comisión como Alto Comisionado en Bridgetown (Barbados)[2]
- De marzo de 2007 al 05 de enero de 2009 tenía Exequatur como Cónsul general en Osaka y Kōbe.
- Del 05 de enero de 2009 al 30 de septiembre de 2010 fue embajador en Helsinki.[3] Al de 20 de abril de 2009 fue coacreditado en Tallin (Estonia).[4]